# Île Hall (Russie)
Pour les articles homonymes, voir Île Hall.
L'île Hall (en russe : Остров Галля) est une île de la terre François-Joseph, en Russie.

## Géographie
Elle est pratiquement entièrement glacée à l'exception des deux caps de la partie sud, le cap Tegetthoff et le cap Ozerny, sur la péninsule de Littrow. Il existe également une petite région libre de glace dans la partie est, autour du cap Frankfurt et une autre à son extrémité nord-ouest, le cap Wiggins.
D'une superficie de 1 049 km2, c'est une des plus grandes îles de l'archipel. Son point culminant est à 502 m d'altitude. Sur la côte est s'ouvrent la baie des Hydrographes, délimitée par le cap Frankfurt et la péninsule de Littrow et la baie Sourovaïa, délimitée par le cap Ozerny et le cap Tegetthoff. L'île est séparée de l'île McClintock, à l'ouest, par l'étroit canal Negri, de l'île Salm, au sud-est, par le canal Lavrov et, de la Terre de Wilczek, au nord-est, par le détroit d'Autriche.
La petite île Berghaus est située dans la baie des Hydrographes à 1,5 km de la côte.

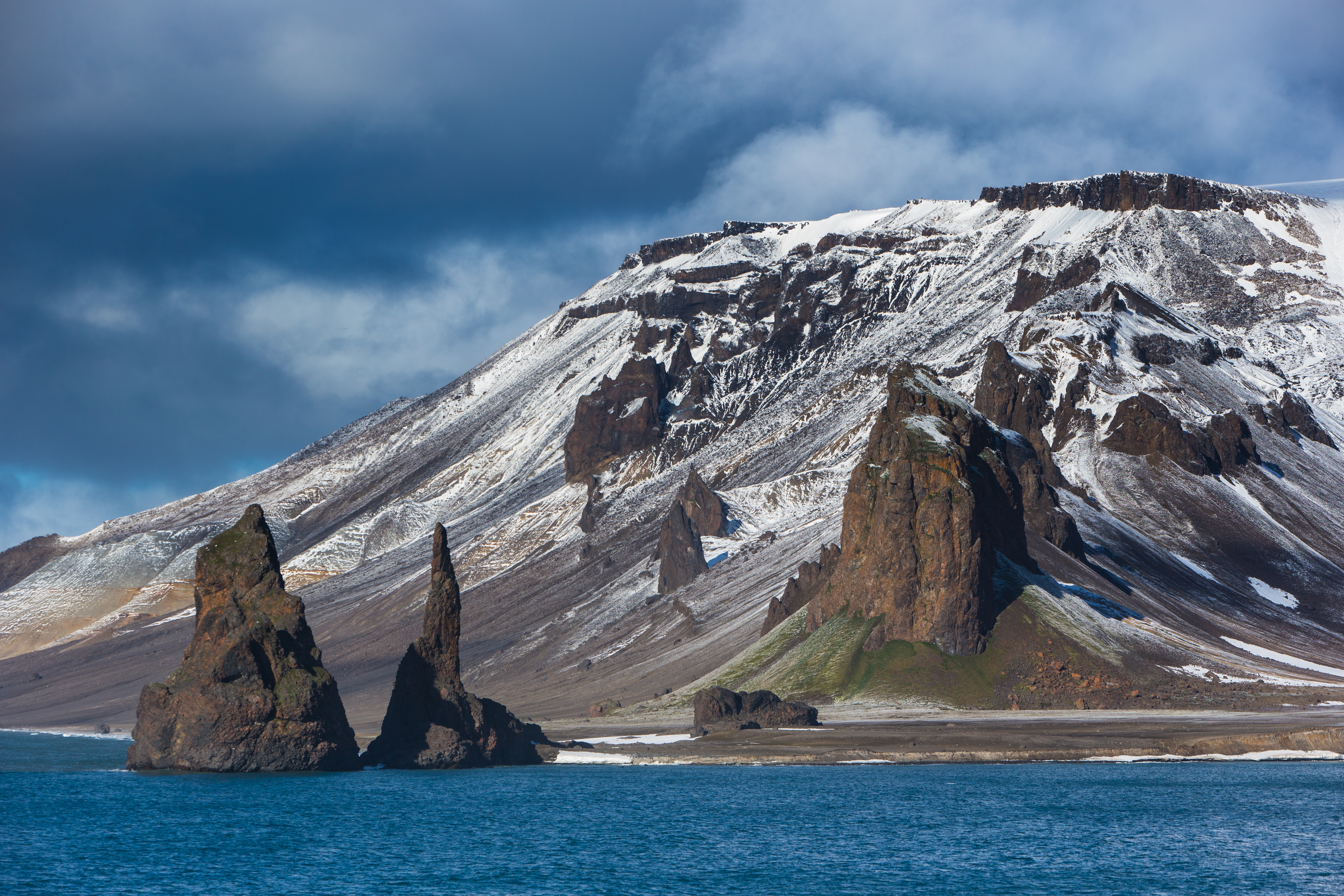
Le cap Tegetthoff

## Histoire
Découverte le 30 août 1873 par Julius von Payer et Karl Weyprecht qui y débarquèrent, elle a été nommée en l'honneur de Charles Francis Hall. Payer et Weyprecht en explorent la côte méridionale du 10 au 15 mars 1874.
En 1898-1899, Walter Wellman hiverne dans un camp construit au pied du cap Tegetthoff. Une plaque commémore l'événement.

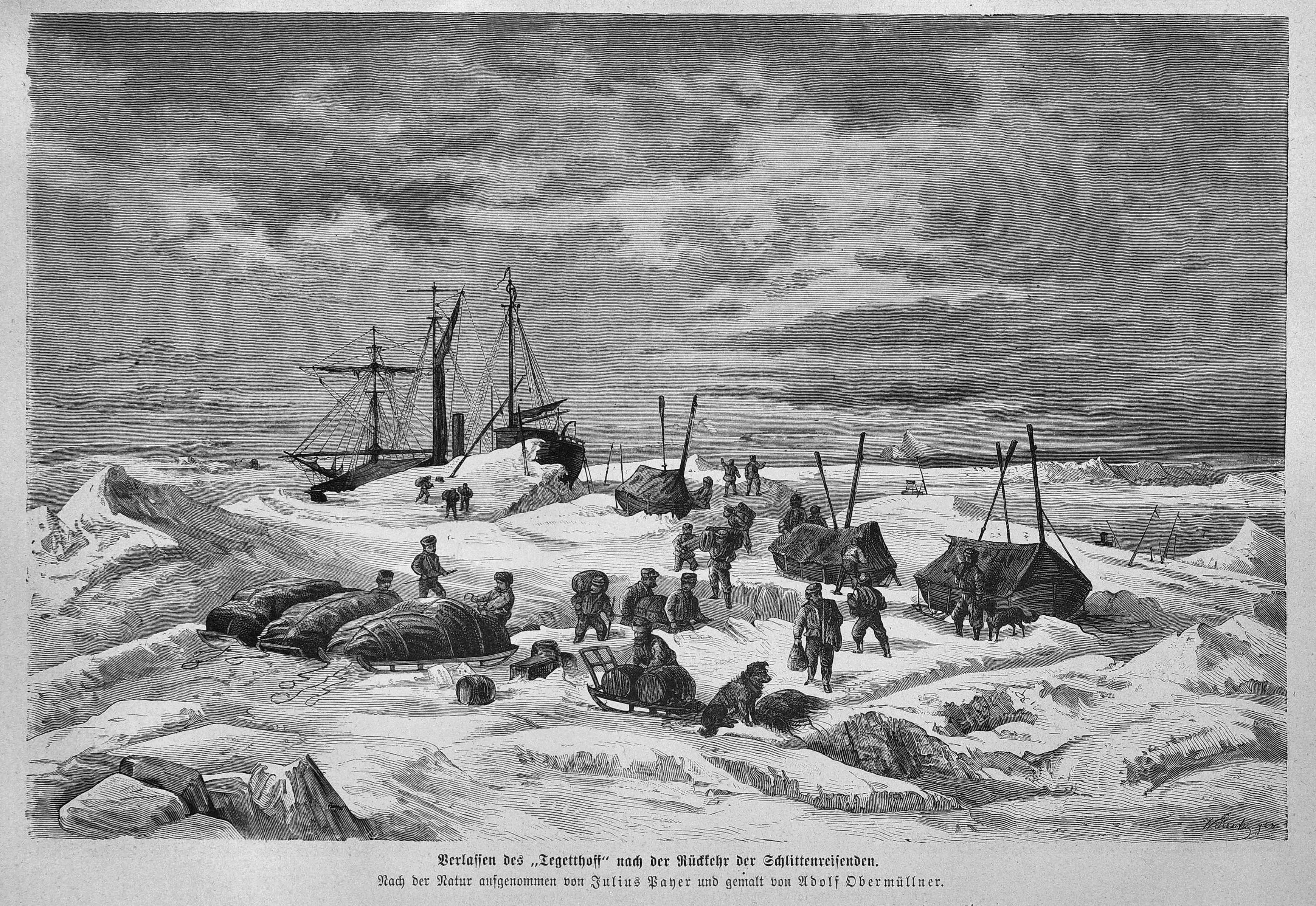
L'expédition von Payer sur l'île Hall